# ジョン・キリク
ジョン・キリク（Jon Kilik, 1956年12月26日 - ）はアメリカ合衆国の映画プロデューサー。

## 来歴
ニュージャージー州出身。1988年から映画製作に関わるようになる。1989年の『ドゥ・ザ・ライト・シング』からスパイク・リー作品に関わっている。そのほかにはジム・ジャームッシュ、オリヴァー・ストーン、ジュリアン・シュナーベル、ティム・ロビンスといった監督達の作品をプロデュースしている。

## 主な作品
- マルコムX Malcom X (1992)
- ブロンクス物語/愛につつまれた街 A Bronx Tale (1993)
- クルックリン Crooklyn (1994)
- プレタポルテ Prêt-à-Porter (1994)
- クロッカーズ Clockers (1995)
- デッドマン・ウォーキング Dead Man Walking (1995)
- ガール6 Girl 6 (1996)
- バスキア Basquiat (1996)
- カラー・オブ・ハート Pleasantville (1998)
- クレイドル・ウィル・ロック Cradle Will Rock (1999)
- サマー・オブ・サム Summer of Sam (1999)
- 夜になるまえに Before Night Falls (2000)
- ポロック 2人だけのアトリエ Pollock (2000)
- 25時 25th Hour (2002)
- アレキサンダー Alexander (2004)
- ブロークン・フラワーズ Broken Flowers (2005)
- インサイド・マン Inside Man (2006)
- バベル Babel (2006)
- 潜水服は蝶の夢を見る Le Scaphandre et le papillon (2007)
- リミッツ・オブ・コントロール The Limits of Control (2009)
- アメリカン・ソルジャー Thank You for Your Service (2017)
- ザ・ファイブ・ブラッズ Da 5 Bloods (2020)
- フラッグ・デイ 父を想う日 Flag Day (2021)